# James Bulkeley (6e vicomte Bulkeley)
Pour les articles homonymes, voir Bulkeley.
James Bulkeley, 6e vicomte Bulkeley (17 février 1716/17 - 23 avril 1752) de Baron Hill, à Anglesey, est un propriétaire gallois et un homme politique conservateur qui siège à la Chambre des communes de 1739 à 1752.

## Biographie

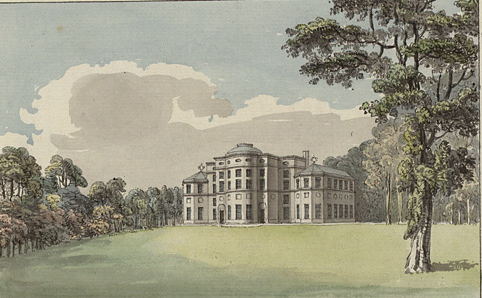
Baron Hill, Anglesey, siège de la famille Bulkeley, en 1776. Une ruine à présent.

Il est le deuxième fils de Richard Bulkeley (4e vicomte Bulkeley), et de son épouse Bridget Bertie, fille de James Bertie (1er comte d'Abingdon). Il fait ses études à la Westminster School en 1725 et s'inscrit à Oriel College, Oxford le 30 avril 1735.
Il accède à la pairie irlandaise en tant que vicomte Bulkeley après la mort de son frère aîné sans enfant, Richard, en 1738. Il hérite également de Baron Hill et devient chambellan du Nord du Pays de Galles et Constable du château de Beaumaris de 1739 jusqu'à sa mort.
Il est élu sans opposition en tant que député conservateur de Beaumaris lors d'une élection partielle le 20 avril 1739, à la suite du décès de son frère. Il est réélu sans opposition pour Beaumaris en 1741 et 1747.
Il est impliqué avec les Jacobites gallois aux côtés de Watkin Williams-Wynn et est apparemment disposé à mener un soulèvement au pays de Galles contre George II. Cependant, cela ne s'est jamais produit en raison du manque de soutien de l'armée française à Charles Édouard Stuart lors de l'invasion de l'Angleterre.

## Famille et héritage
Il épouse Emma Rowlands, fille de Thomas Rowlands de Caerau, Anglesey, et Nant, Caernarfonshire le 5 août 1749. Ensemble, ils ont 3 enfants, dont un fils posthume:
- Bridget (1749 - 13 juillet 1766)
- Eleanor-Maria (née en 1750), morte en bas âge
- Thomas (1752-1822), qui devient septième vicomte, et épouse Elizabeth Warren, fille unique et héritière de George Warren en 1777, sans descendance.